# Orosz Ádám
Orosz Ádám (Miskolc, 1802. november 23. – Egerszalók, 1872. április 13.) római katolikus plébános, egyházi író.

## Élete
Apja huszárszázados (1806-ban halt meg), anyja francia származású nő volt. 1822-ben lépett az egri papnevelő-intézetbe. Felszenteltetése után 1828 szeptemberétől négy évig káplánkodott Egyeken, Törökszentmiklóson, Tiszabőn, Polgáron és Karcagon; 1832. február 17-én főpásztora főegyházmegyei hitszónoknak nevezte ki. 1837. május 30-án elnyerte az egerszalóki plébániát; itt működött mint alesperes-plébános egészen haláláig.
Költeményt írt a Koszorúba (1831); 1832-ben munkatársa volt a Hazai s Külföldi Tudósításoknak; a Döbrentei által szerkesztett Régi Magyar Nyelvemlékek I. kötetében a Pray-codexről egy hosszabb könyvészeti tanulmánya van O… A … betűk alatt; Füssi Tamás Családi olvasmányaiban (Pest, 1867. Az árva zsidó leány); egyházi beszédei a Pázmány-Füzetekben (1859.) és a Kath. Lelkipásztorban (Pest, 1866-70.).

## Munkái
- Homeopathia a házassági áldás megtagadása ügyében P. L. méltatlankodó röpirata ellen. Eger, 1841.
- Egyházi beszédek. Eger, 1841-53. Hat kötet. (I. II. Vasárnapokra 1841-45., III. 1855., IV., V. Beszédek Máriáról 1855., Beszédek az év rendes ünnepeire 1853. Az I. II. 2. jav. kiadása. Eger, 1854.)
- Falusi Múzsa éneke nmélt. Pyrker I. László patriarcha egri érsek áldozata félszázados örömünnepére, Eger, 1845. 2. kiadás. Eger és utánnyomata Nagyváradon).
- Szent szózat az Isten háza ügyében. Egernek emlékül Eger, 1847.
- Tiltott könyv vagy: Visszafigyelmeztetés a Hevesmegye új választóihoz intézett országgyűlési követek választása iránti figyelmeztetésre. Egri egyházi terület nevében. Eger, 1848.
- Emlékvers nmélt. Bartakovics Béla egri érsek úr beiktatása alkalmával. Eger, 1851.
- Ida vagy a pusztai sír. Beszély ige nélkül. Eger, 1853. /2. kiad. 1865. Online/ (Ism. Greguss Ágost szintén ige nélkül. 4. kiad. 1895. Ism. az egri Irodalmi Közlöny. A művet 1832-ben írta; egyik barátja, Széplaki a szerző tudtán kívül a nála levő kéziratmásolat alapján "eredeti pongyolaságában" kiadta az Életképekben 1845-ben; a szerző javítva adta ki 1853-ban. Kézirata a m. n. múzeumban, 4rét, 12 levél).
- Jézus hét szava a kereszten. Nagybőjti beszédfolyam és a halhatatlanság vigasza egy alkalmi halotti beszédben. Kiadta Ihász Gábor. Eger, 1860. (2. kiadás Eger, 1887.).
- Öröm- és búhangok a multból 1848. ápr. 13-tól. 1861. okt. 17-ig és Toldalék. Eger, 1869. (Költeményei).
- Öt változatú lant. Eger, 1871. (Összegyűjtött költeményei.).

Szent beszédei közül sok kéziratban maradt.